# Thomas George

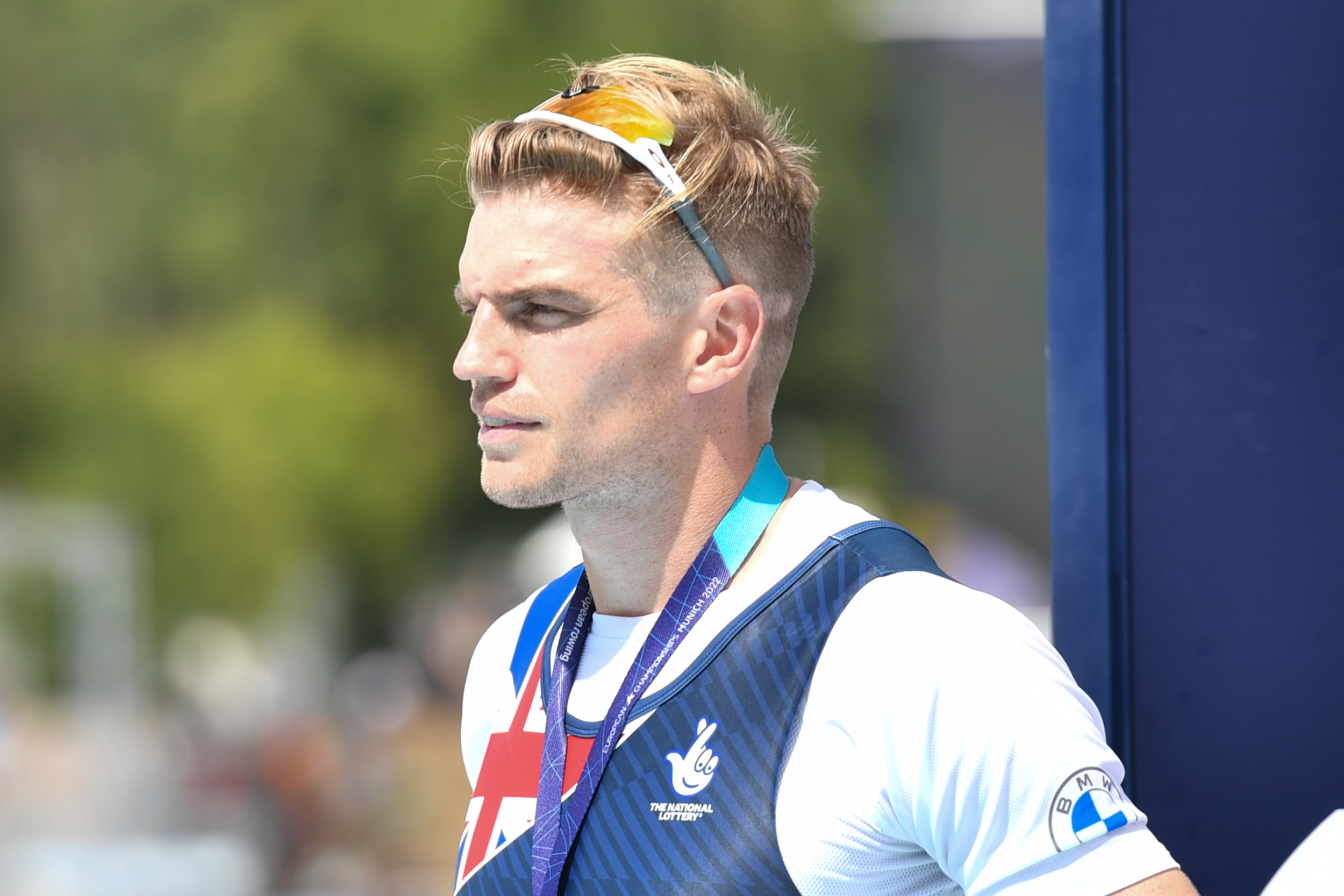
Thomas George, 2022 in München

Thomas George (* 22. September 1994 in Cheltenham) ist ein britischer Ruderer. Er gewann bei Olympischen Spielen 2021 Bronze und 2024 Silber. 

## Karriere
Thomas George gewann bei den Junioren-Weltmeisterschaften 2012 mit dem britischen Achter die Bronzemedaille. 2014 belegte er mit dem Achter den sechsten Platz bei den U23-Weltmeisterschaften 2014. Im Jahr darauf belegte er zusammen mit James Rudkin den vierten Platz im Zweier ohne Steuermann. 2016 gewannen Rudkin und George zusammen mit James Johnston und Lewis McCue die Silbermedaille im Vierer ohne Steuermann hinter dem Boot aus Österreich.
2017 ruderte Thomas George bei den Weltmeisterschaften in Sarasota zusammen mit Tom Jeffery im Zweier ohne Steuermann, die beiden erreichten den fünften Platz. 2018 wechselte George in den britischen Achter. Bei den Europameisterschaften 2018 in Glasgow belegte der britische Achter den fünften Platz. Die Weltmeisterschaften 2018 in Plowdiw fanden nur anderthalb Monate nach den Europameisterschaften statt. Der britische Achter mit James Rudkin, Alan Sinclair, Tom Ransley, Thomas George, Mohamed Sbihi, Oliver Wynne-Griffith, Matthew Tarrant, William Satch und Steuermann Henry Fieldman belegte den dritten Platz hinter dem Deutschland-Achter und den Australiern. 2019 bei den Europameisterschaften in Luzern startete der britische Achter in der Besetzung Thomas Ford, James Rudkin, Thomas George, Mohamed Sbihi, Jacob Dawson, Oliver Wynne-Griffith, Matthew Tarrant, Josh Bugajski und Henry Fieldman. Die Briten gewannen die Silbermedaille hinter dem Deutschland-Achter und vor den Niederländern. Bei den Weltmeisterschaften siegten die Deutschen vor den Niederländern und den Briten. 2021 gewann der britische Achter bei den Europameisterschaften in Varese vor den Rumänen und den Niederländern. Bei den Olympischen Spielen in Tokio siegte der Achter aus Neuseeland vor dem Deutschland-Achter und den Briten.
2022 wechselten Thomas George und Oliver Wynne-Griffith in den Zweier ohne Steuermann. Die beiden Briten gewannen zwei Weltcupregatten und erruderten bei den Europameisterschaften in München die Silbermedaille hinter dem rumänischen Zweier und vor dem spanischen Zweier. Einen Monat später siegten die Rumänen bei den Weltmeisterschaften in Račice u Štětí vor den Spaniern und den beiden Briten. 2023 gewannen George und Wynne-Griffith sowohl bei den Europameisterschaften in Bled als auch bei den Weltmeisterschaften in Belgrad die Silbermedaille hinter den Schweizern Roman Röösli und Andrin Gulich. 2024 bei den Europameisterschaften in Szeged siegten George und Wynne-Griffith vor der Rumänen und den Schweizern. Drei Monate später bei den Olympischen Spielen in Paris erreichten diese Boote alle das Finale im Zweier ohne Steuermann. Im Finale lagen 500 Meter vor Schluss die Briten vor den Rumänen und den Schweizern, Vierte waren die kroatischen Brüder Martin und Valent Sinković, die als einzige ungeschlagen ins Finale eingezogen waren. Die beiden Kroaten zogen auf den letzten 500 Metern an allen anderen Booten vorbei und siegten vor Briten, Schweizern und Rumänen.